# Kavaná

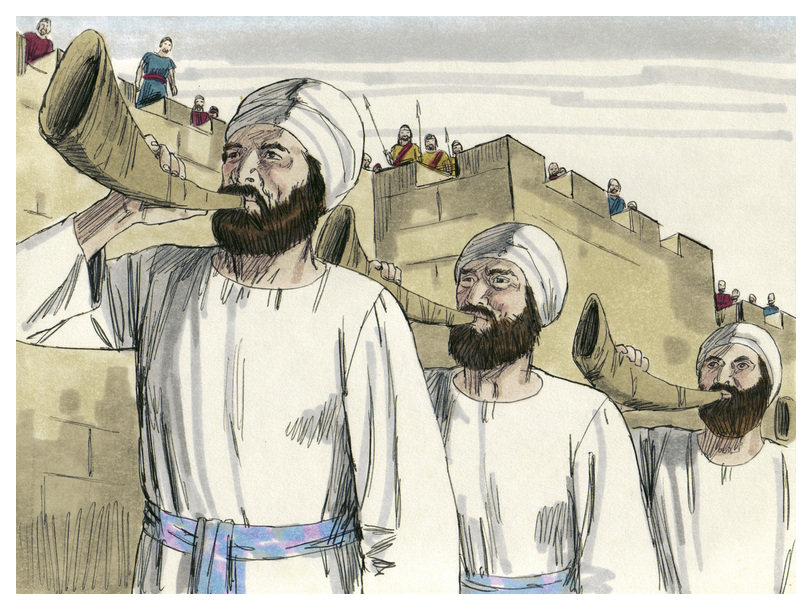
O toque do Shofar, do Livro de Josué

Kavaná (no Hebraico כַּוָּנָה literalmente: "intenção" ou "direção") no judaísmo é a atitude ou mentalidade quando se executa os deveres religiosos, em especial a oração.
Maimônides disse que, para alcançar a kavaná quando orar, a pessoa deveria se colocar mentalmente na presença de Deus e despir-se totalmente de todas as preocupações do mundo.

## Biografias
- Enelow, in: Studies… K. Kohler (1913), 82–107; Scholem, in: MGWJ, 78 (1934), 492–518;
- Weiss, in: JJS, 9 (1958), 163–92; A.J. Heschel, Torah min ha-Shamayim be-Aspaklaryah shel ha-Dorot, 1 (1962), 168–9.